# 世界貿易組織總幹事
世界貿易組織秘書長（英語：Director-General of the World Trade Organization）為負責監督世界貿易組織其行政業務的職位，但由於世界貿易組織絕大部分的政策都是由會員國所召開的專門會議或者集體大會決定，使得世界貿易組織秘書長主要工作為發表消息以及管理業務，而其轄下直屬單位是約有700多人的世界貿易組織秘書處。今日世界貿易組織總幹事人選是由會員國所任命，而一期4年。現任秘書長為在2021年3月1日時就任的奥孔乔-伊韦阿拉。

## 列表
由於世界貿易組織早期發展與關稅暨貿易總協定有密切關聯，這使得世界貿易組織秘書長一職往往被視為接繼1995年設立的關稅暨貿易總協定總幹事，而在更早之前則多由辦公室的執行秘書負責發表消息以及管理業務。其中由彼得·薩瑟蘭擔任最後一任的關稅暨貿易總協定秘書長，同時也是第一任的世界貿易組織秘書長。
|   | 姓名            | 上任         | 卸職          | 國家     |
| 1 | 彼得·薩瑟蘭     | 1993年7月1日 | 1995年5月1日  | 愛爾蘭   |
| 2 | 雷納托·魯傑羅   | 1995年5月1日 | 1999年9月1日  | 義大利   |
| 3 | 麥可·穆爾       | 1999年9月1日 | 2002年9月1日  | 新西兰   |
| 4 | 素帕猜·巴尼巴滴 | 2002年9月1日 | 2005年9月1日  | 泰國     |
| 5 | 帕斯卡爾·拉米   | 2005年9月1日 | 2013年9月1日  | 法國     |
| 6 | 羅伯托·阿澤維多 | 2013年9月1日 | 2020年8月31日 | 巴西     |
| 7 | 恩戈齊·伊衞拉   | 2021年3月1日 |               | 奈及利亞 |

## 外部連結
- WTO Director-General: Pascal Lamy （页面存档备份，存于）